# Antoine-Augustin Renouard
Pour les articles homonymes, voir Renouard.
Antoine-Augustin Renouard, né le 21 septembre 1765 à Paris et mort le 15 décembre 1853 à Saint-Valery-sur-Somme, fut un industriel, libraire et bibliographe français.

## Biographie
Fils de Jacques-Augustin Renouard (1736-1806), un marchand-fabricant d'étoffes, il prend part à la Révolution et devient tour à tour membre des Jacobins ; membre du conseil général de la Commune de Paris, commissaire civil en 1793 et membre du comité civil de la section des Amis-de-la-Patrie en l'an II, il demeure 25, rue Sainte-Apolline. 
Arrêté après la chute de Robespierre, le 9 thermidor an II (27 juillet 1794), il est libéré le 13 frimaire an III (3 décembre 1794) avant d'être à nouveau arrêté le 6 prairial an III (25 mai 1795) et de nouveau remis en liberté provisoire le 22 prairial an III (10 juin 1795). 
Il publie à partir de 1792 des éditions d'ouvrages latins et français, qui se sont fait remarquer par leur élégance et leur correction, et dont plusieurs sont ornées des gravures de Jean-Michel Moreau, Alexandre-Joseph Desenne, Pierre-Paul Prud'hon, Antoine-Claude-François Villerey, etc. 
Sa marque était une ancre surmontée d'un coq. 
On lui doit entre autres aussi : 
- Catalogue de la bibliothèque d'un amateur, 1819;
- Annales de l'imprimerie des Alde, ou Histoire des trois Manuce et de leurs éditions, Paris, 1803-1812; 2e édition Paris, 1825
- Annales de l'imprimerie des Alde, ou l'histoire des trois Manuce et de leurs éditions; 3e édition.
- Annales de l'imprimerie des Estienne, 1837 et 1843.

Après la révolution de juillet 1830, Renouard fut maire du 11e arrondissement de Paris. À ce titre, il est décoré de la Légion d'honneur en 1831
Il était propriétaire de l'hôtel de Brancas et de l'ancienne abbaye de Saint-Valery-sur-Somme où il se retira en 1834. Il est le père de Charles Renouard

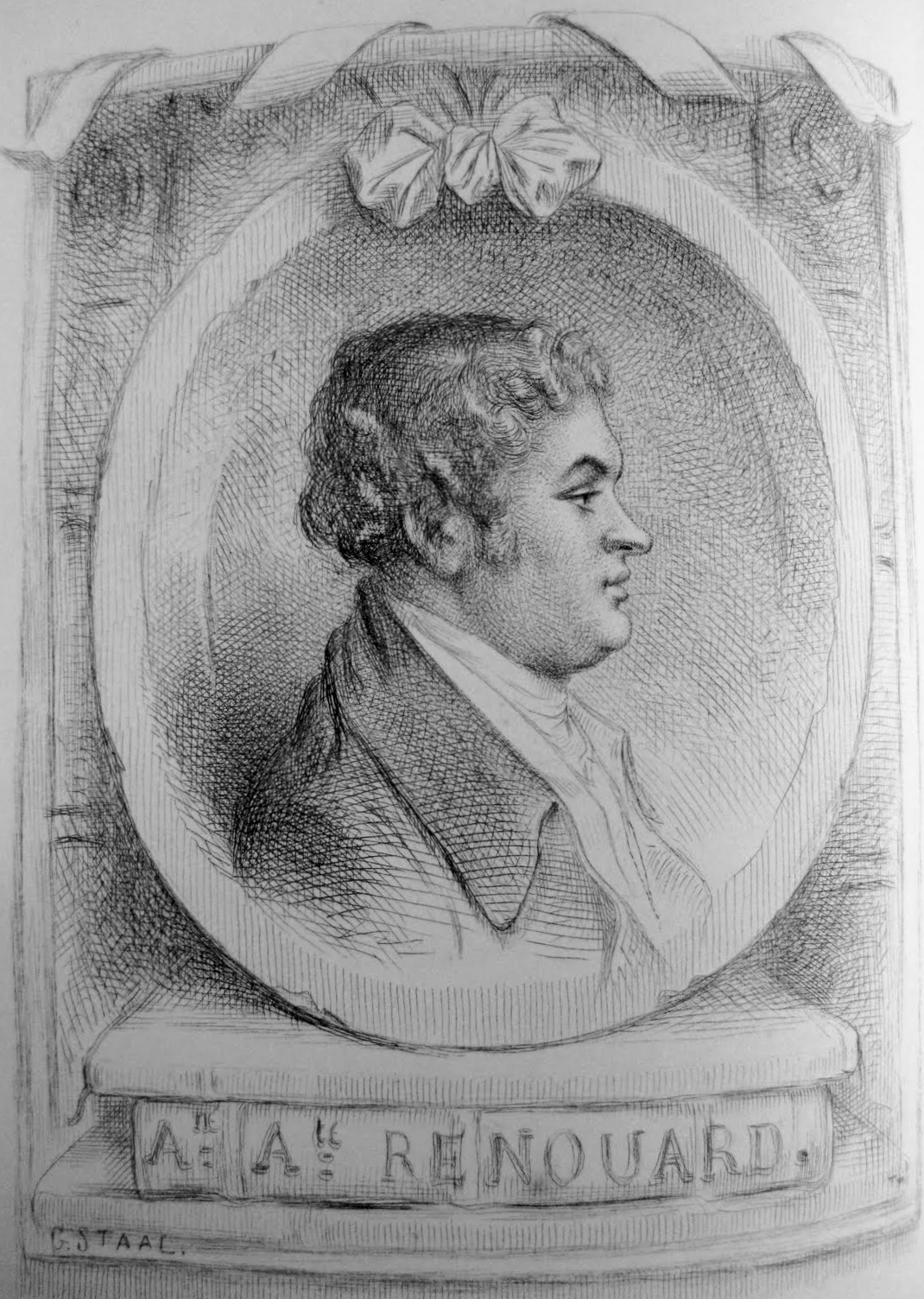
Gravure représentant Renouard.
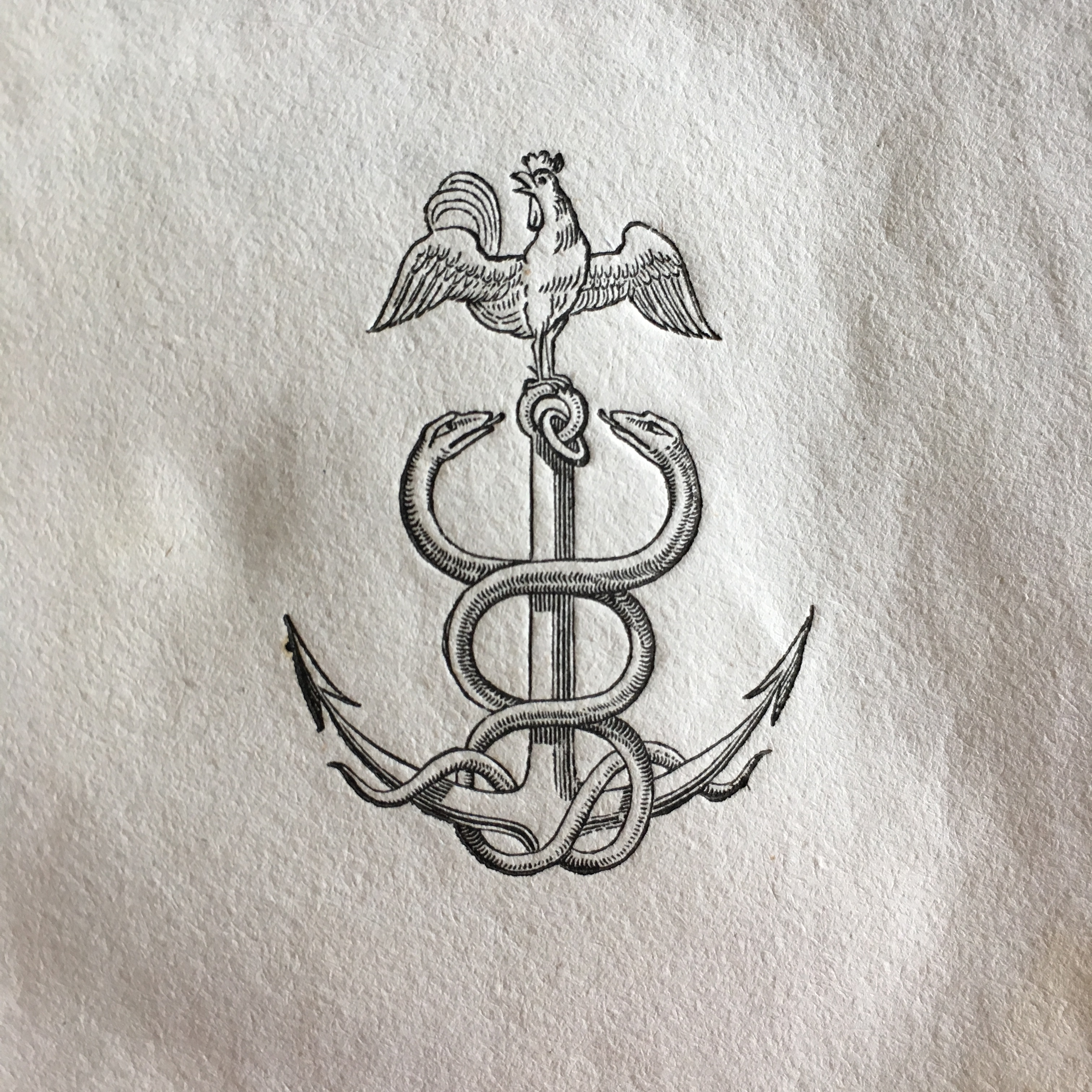
Marque de Renouard.

### Vie familiale

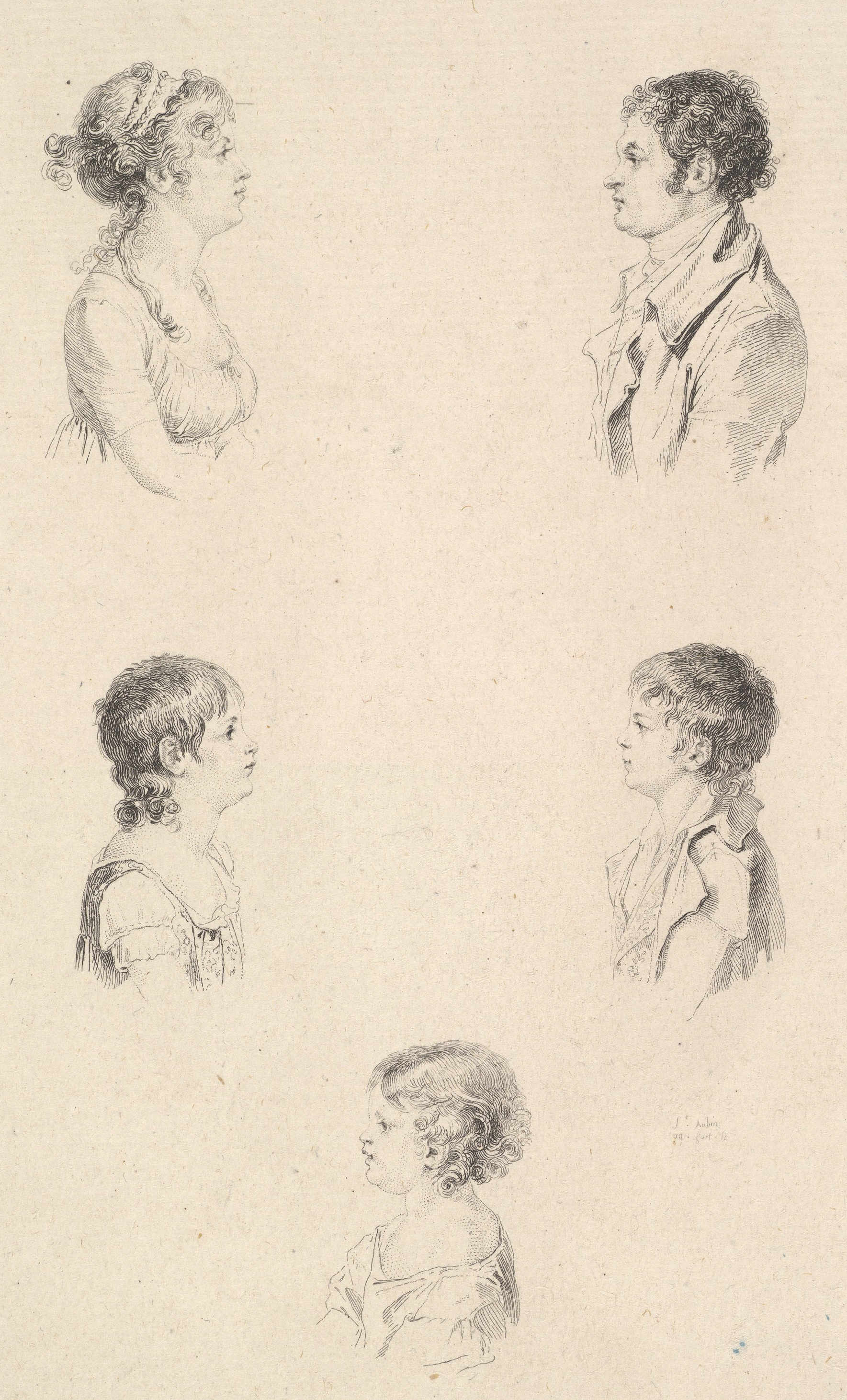
Famille Renouard, cinq têtes (1800-1801).

Marié à Catherine de Saintes, fille naturelle reconnue de Charles-Grégoire, marquis de Beauchamps, et de Ferdinande Louise de Horion (comtesse Maximiliaan van Arberg (nl)), il est le père de : 
- Charles Renouard (1794-1878), magistrat, moraliste et homme politique français ;
- Eugénie Renouard (1795-1871), mariée au chevalier Jean-François Ricot, inspecteur des Haras ;
  - son fils, Albert Ricot (1826-1902), maître de forges et député.
- Jules Renouard (1794-1854), libraire-éditeur, marié à Adèle Cunin-Gridaine, fille du ministre Laurent Cunin-Gridaine, puis à Amélie Talabot, sœur de Paulin Talabot ;
  - son fils, Léopold Renouard (1833-1910), financier, sous-gouverneur de la Banque de France
  - son fils, Georges Renouard (1843-1897), mari de Victorine Mante (fille de Victor Régis), puis second mari de Valentine Haussmann (1843-1901)
  - Alice Renouard, mariée avec Alexandre Jabet (petit-fils de Louis de Clouet)
  - Hélène Renouard, mariée avec Henry Lamy de La Chapelle
  - Marie Renouard, mariée avec Alfred Borget
- Paul Renouard (1803-1871), consul de France, marié à Elisa Durand-Delaunay ;
  - Lucie Renouard qui fut l'épouse du général Boulanger.
- Hippolyte Renouard (1808-1871), chef d'escadron.

## Sources
- Marie-Nicolas Bouillet  et Alexis Chassang (dir.), « Antoine-Augustin Renouard » dans Dictionnaire universel d’histoire et de géographie, 1878 (lire sur Wikisource)